# 遠野駅
遠野駅（とおのえき）は、岩手県遠野市新穀町（しんこくちょう）にある、東日本旅客鉄道（JR東日本）釜石線の駅。

## 概要
遠野市の中心駅として機能し、同市の中心市街地に位置している。
1914年（大正3年）に、岩手軽便鉄道（現・釜石線）の開通と同時に開業。1950年（昭和25年）に建てられた駅舎は、他にあまり例のない硬質コンクリートブロック造りである。「ヨーロッパの建築様式を取り入れ、石積みを思わせる重厚なおもむきのある駅舎」として、2002年（平成14年）、東北の駅百選に選定された。
快速「はまゆり」の全列車が停車するほか、普通列車は下り釜石方面行きの始発列車は当駅発となっている。

## 歴史
花巻と釜石を鉄道連絡することを目指して建設された岩手軽便鉄道により1914年（大正3年）4月18日に遠野 - 仙人峠間開通と共に開業した。当初は762ミリメートル特殊狭軌の軽便鉄道であった。中間部分の建設工事が遅れていたことから、初期に開業した花巻側の区間と分断された状態で東線として部分開業した。また、第1早瀬川橋梁の工事が遅れた関係で仮橋運行となり、当初は貨物営業のみであった。5月15日から旅客営業が開始されたが、これについては5月19日の説もある。12月15日に当駅より西側で鱒沢まで開通して中間駅となった。
1936年（昭和11年）8月1日に国有化されて国鉄の駅となり、その後は国鉄標準の1,067ミリメートル軌間への改軌工事が進められた。しかし、第二次世界大戦の戦局悪化に伴い労働力や資材が不足して改軌工事は一旦中止となった。1948年（昭和23年）9月にアイオン台風によって山田線が大きな被害を受けると、三陸海岸方面への鉄道連絡を早期に回復させるために釜石線の工事が再開されることになり、12月に再着工して1949年（昭和24年）12月10日に遠野以西の1,067ミリメートルへの改軌工事が完成した。引き続き以東の改軌工事が進められ、さらに仙人峠を越える区間の建設工事が行われ、1950年（昭和25年）10月10日に改軌工事と足ヶ瀬 - 陸中大橋間の建設工事が完成して釜石線が全通した。
1950年（昭和25年）に欧州様式を取り入れた硬質コンクリートブロック造り2階建ての駅舎が建設され、以降遠野観光の中心的な存在であった。1995年（平成7年）7月7日には、2階に宿泊施設「フォルクローロ遠野」が開業した。しかし、JR東日本では、2015年（平成27年）に築65年を迎えて軽微な損傷が目立つようになり、老朽化してきたことから、人員や客数に合わせて小規模な駅舎に建て替える意向を示している。それに伴い、フォルクローロ遠野も2015年（平成27年）3月14日で営業を終えた。

### 年表
- 1914年（大正3年）

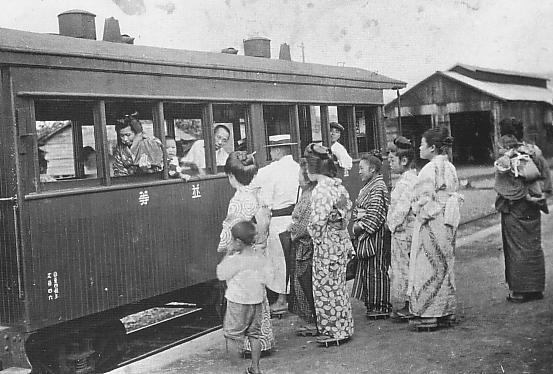
大正時代の岩手軽便鉄道遠野駅

  - 4月18日：岩手軽便鉄道により開業、貨物駅[2][4]。
  - 5月15日：旅客営業を開始[4]（5月19日の説もある[要出典]）。
  - 12月15日：当駅から西側、鱒沢まで延伸開業[2]。
- 1936年（昭和11年）8月1日：岩手軽便鉄道の国有化により国鉄釜石線の駅となる[2][4]。
- 1944年（昭和19年）10月11日：国鉄釜石東線の開業に伴い、所属の路線名が釜石西線に変更となる[5]。
- 1949年（昭和24年）12月10日：遠野以西の1,067ミリメートル軌間への改軌工事が完成し、以東の軽便鉄道区間への乗換駅となる[5]。
- 1950年（昭和25年）10月10日：遠野以東の1,067ミリメートル軌間への改軌工事が完成し、国鉄釜石線の全通により、再び釜石線の駅となる[5]。
- 1984年（昭和59年）2月1日：貨物および荷物の扱いを廃止[4]。
- 1987年（昭和62年）4月1日：国鉄分割民営化によりJR東日本の駅となる[5][4]。
- 1995年（平成7年）7月7日：駅舎2階に宿泊施設「フォルクローロ遠野」がオープン[新聞 1][新聞 2]。
- 2012年（平成24年）11月10日：遠野駅旅行センターが廃止[6]。
- 2015年（平成27年）3月14日：「フォルクローロ遠野」が営業を終了[新聞 4]。
- 2018年（平成30年）6月1日：業務委託化。遠野駅長が廃止され、北上駅長管理下となる。
- 2020年（令和2年）7月23日：駅舎内に「とおの結屋」がオープン[報道 1][新聞 5]。
- 2024年（令和6年）10月1日：えきねっとQチケのサービスを開始[1][報道 2]。

## 駅構造
単式ホーム1面1線、島式ホーム1面2線の、合計2面3線のホームを有する列車交換可能な地上駅。互いのホームは跨線橋で連絡している。
駅舎は1950年（昭和25年）に完成した硬質コンクリートブロック造2階建て、延べ床面積1,291平方メートルである。駅舎1階にはみどりの窓口と自動券売機がある。2020年（令和2年）7月には、地元素材を使用した「とおのおむすび」や「民話漬」などを販売する、店舗「とおの結屋」がオープンしている。2階には保線区の事務所だったところを改造した、JR東日本ホテルズの「フォルクローロ遠野」がかつて入っていたが、2015年（平成27年）3月に営業を終了した。
北上駅が管理し、JR東日本東北総合サービスが受託する業務委託駅である。2018年（平成30年）5月までは駅長・総括助役が配置される管理駅として、岩根橋駅 - 足ケ瀬駅間の各駅を管理していた。
2020年（令和2年）12月より「TRAIN SUITE 四季島」が乗り入れており、通常使用している改札口の脇に四季島専用改札口が設置されている。

### のりば
| 番線 | 路線    | 方向 | 行先     |
| ---- | ------- | ---- | -------- |
| 1    | ■釜石線 | 上り | 花巻方面 |
| 2・3 | ■釜石線 | 下り | 釜石方面 |

3番線は一部定期列車のほか臨時列車にも使用。上下双方向に発着ができるよう、信号設備等が配置されている。特に臨時列車に関しては、「SL銀河」や「TRAIN SUITE 四季島」といった特殊な編成に関連した設備がある。SL銀河関係では、アッシュピット（灰処理設備）を両端に設置。四季島関係では、編成の長さに対しホーム有効長が大幅に短いため、ホームから離れた場所に停止位置目標がある（旅客は5号車ラウンジカーの扉を利用するので旅客乗降に支障はない）。

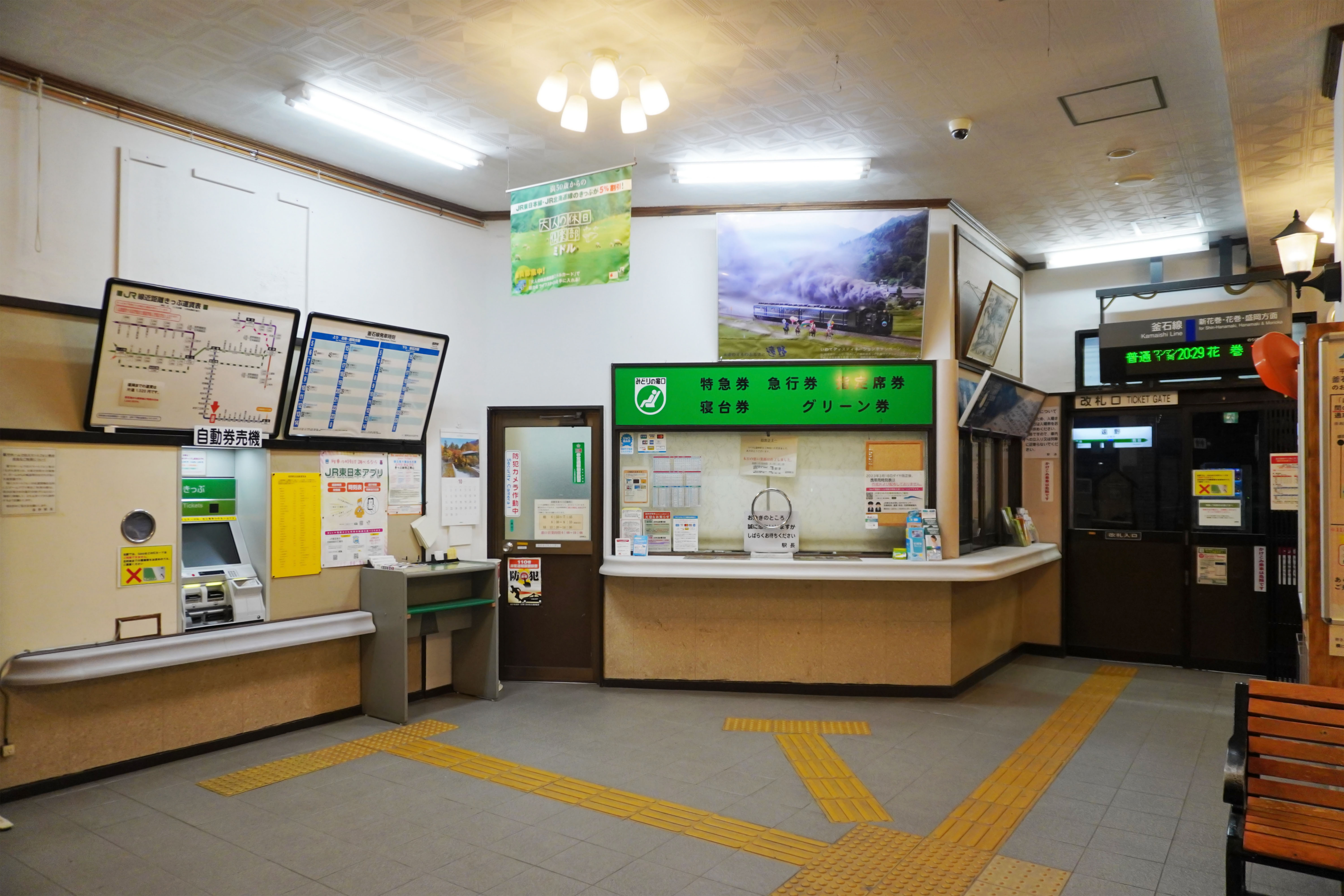
改札口（2023年10月）
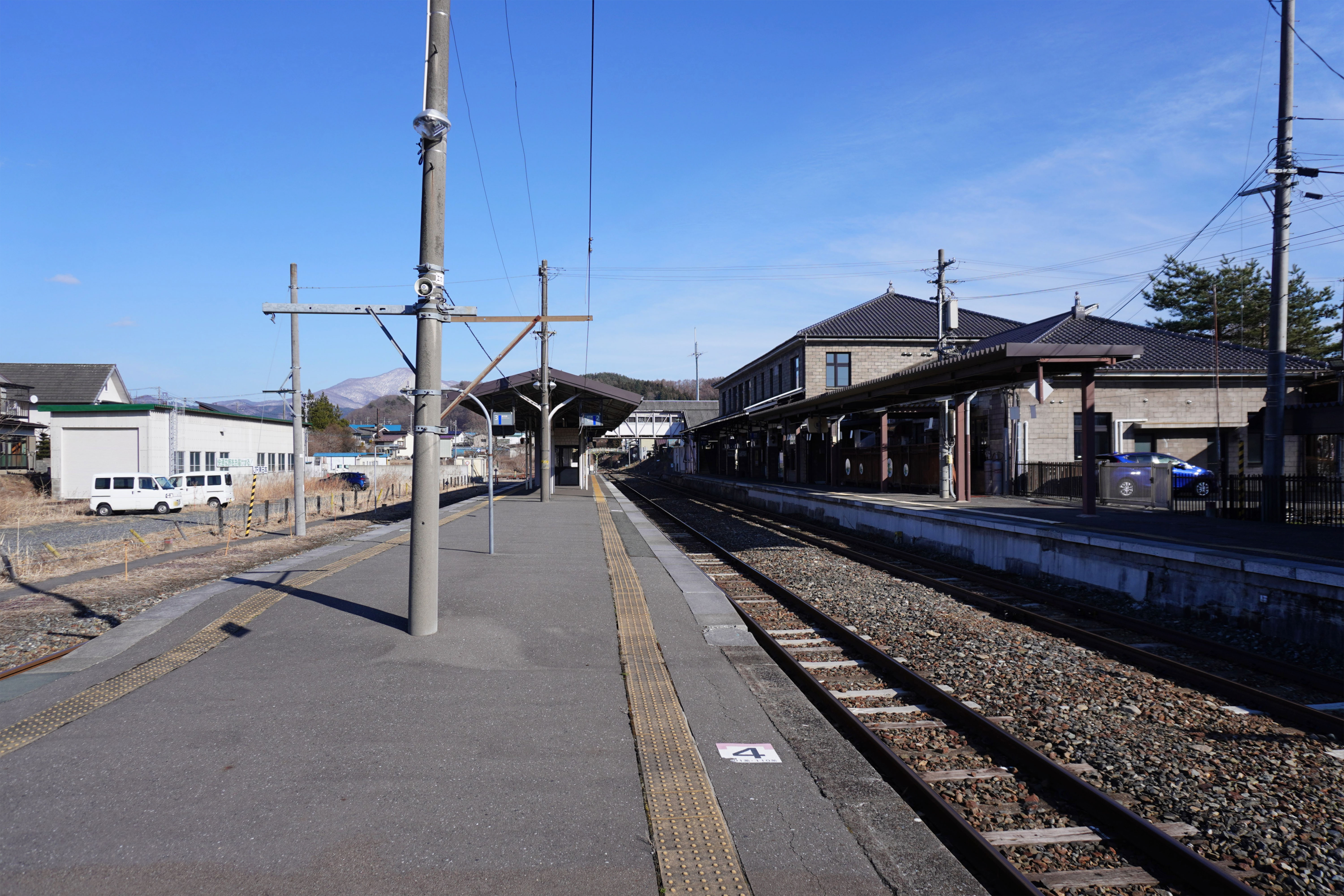
ホーム（2024年3月）

## 利用状況
JR東日本によると、2023年度（令和5年度）の1日平均乗車人員は270人である。
2000年度（平成12年度）以降の推移は以下のとおりである。
| 1日平均乗車人員推移 | 1日平均乗車人員推移 | 1日平均乗車人員推移 | 1日平均乗車人員推移 | 1日平均乗車人員推移 |
| 年度                | 定期外              | 定期                | 合計                | 出典                |
| ------------------- | ------------------- | ------------------- | ------------------- | ------------------- |
| 2000年（平成12年）  |                     |                     | 584                 | [ 利用客数 2 ]      |
| 2001年（平成13年）  |                     |                     | 559                 | [ 利用客数 3 ]      |
| 2002年（平成14年）  |                     |                     | 520                 | [ 利用客数 4 ]      |
| 2003年（平成15年）  |                     |                     | 495                 | [ 利用客数 5 ]      |
| 2004年（平成16年）  |                     |                     | 473                 | [ 利用客数 6 ]      |
| 2005年（平成17年）  |                     |                     | 445                 | [ 利用客数 7 ]      |
| 2006年（平成18年）  |                     |                     | 405                 | [ 利用客数 8 ]      |
| 2007年（平成19年）  |                     |                     | 421                 | [ 利用客数 9 ]      |
| 2008年（平成20年）  |                     |                     | 404                 | [ 利用客数 10 ]     |
| 2009年（平成21年）  |                     |                     | 385                 | [ 利用客数 11 ]     |
| 2010年（平成22年）  |                     |                     | 355                 | [ 利用客数 12 ]     |
| 2011年（平成23年）  |                     |                     | 382                 | [ 利用客数 13 ]     |
| 2012年（平成24年）  | 178                 | 179                 | 357                 | [ 利用客数 14 ]     |
| 2013年（平成25年）  | 165                 | 161                 | 326                 | [ 利用客数 15 ]     |
| 2014年（平成26年）  | 172                 | 142                 | 315                 | [ 利用客数 16 ]     |
| 2015年（平成27年）  | 157                 | 159                 | 317                 | [ 利用客数 17 ]     |
| 2016年（平成28年）  | 141                 | 175                 | 316                 | [ 利用客数 18 ]     |
| 2017年（平成29年）  | 137                 | 171                 | 309                 | [ 利用客数 19 ]     |
| 2018年（平成30年）  | 135                 | 195                 | 330                 | [ 利用客数 20 ]     |
| 2019年（令和元年）  | 124                 | 189                 | 314                 | [ 利用客数 21 ]     |
| 2020年（令和02年）  | 63                  | 184                 | 248                 | [ 利用客数 22 ]     |
| 2021年（令和03年）  | 72                  | 183                 | 255                 | [ 利用客数 23 ]     |
| 2022年（令和04年）  | 94                  | 172                 | 266                 | [ 利用客数 24 ]     |
| 2023年（令和05年）  | 108                 | 161                 | 270                 | [ 利用客数 1 ]      |

## 駅周辺

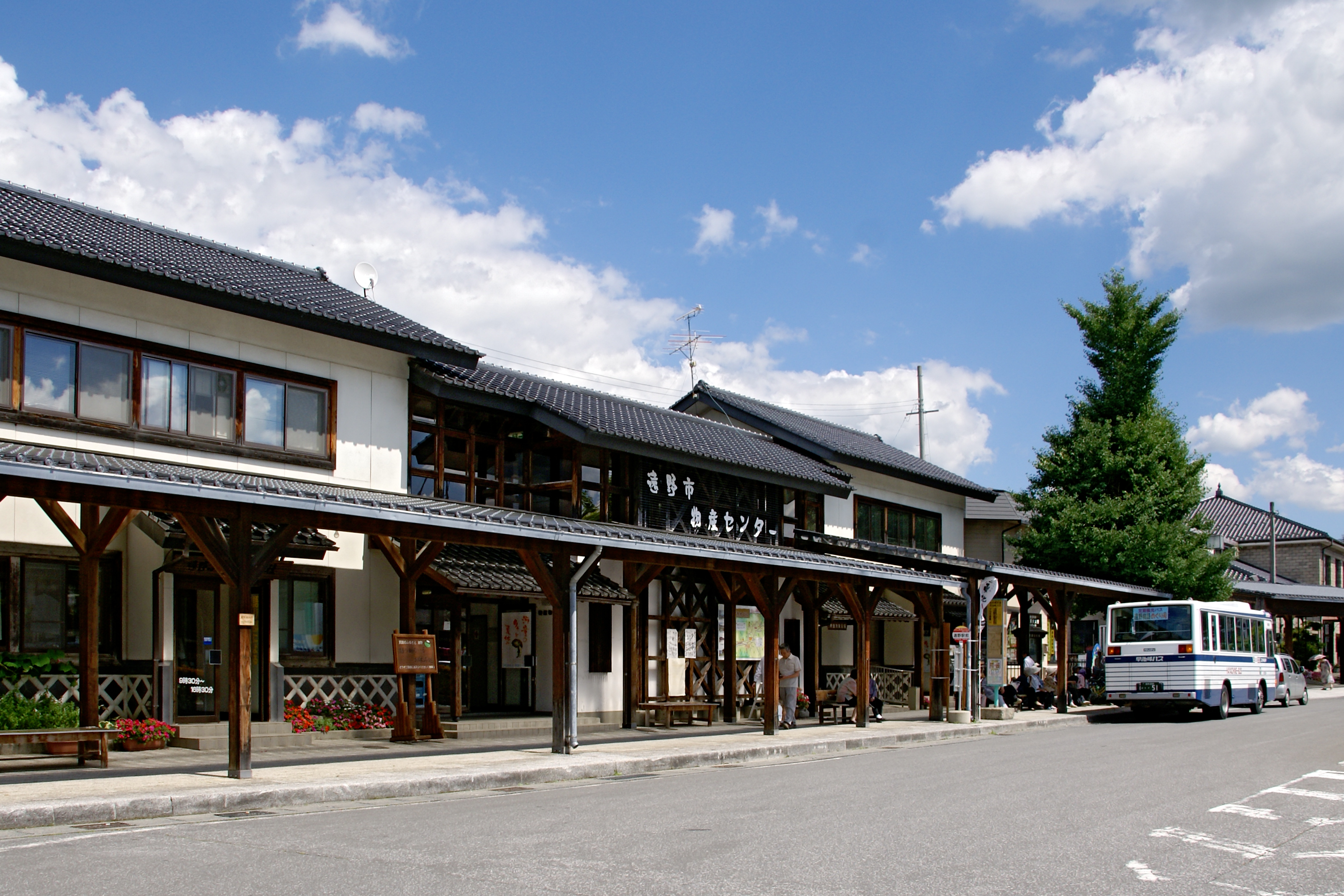
遠野市観光協会
  - 以前はJRバス遠野駅、早池峰バス遠野駅前案内所を兼ねていたが、現在は窓口業務はなく、時刻表配布のみ。
  - 駅舎西隣の遠野物産センターにあったが、2014年（平成26年）4月1日に駅前ロータリー内の遠野市観光交流センターに移転した。
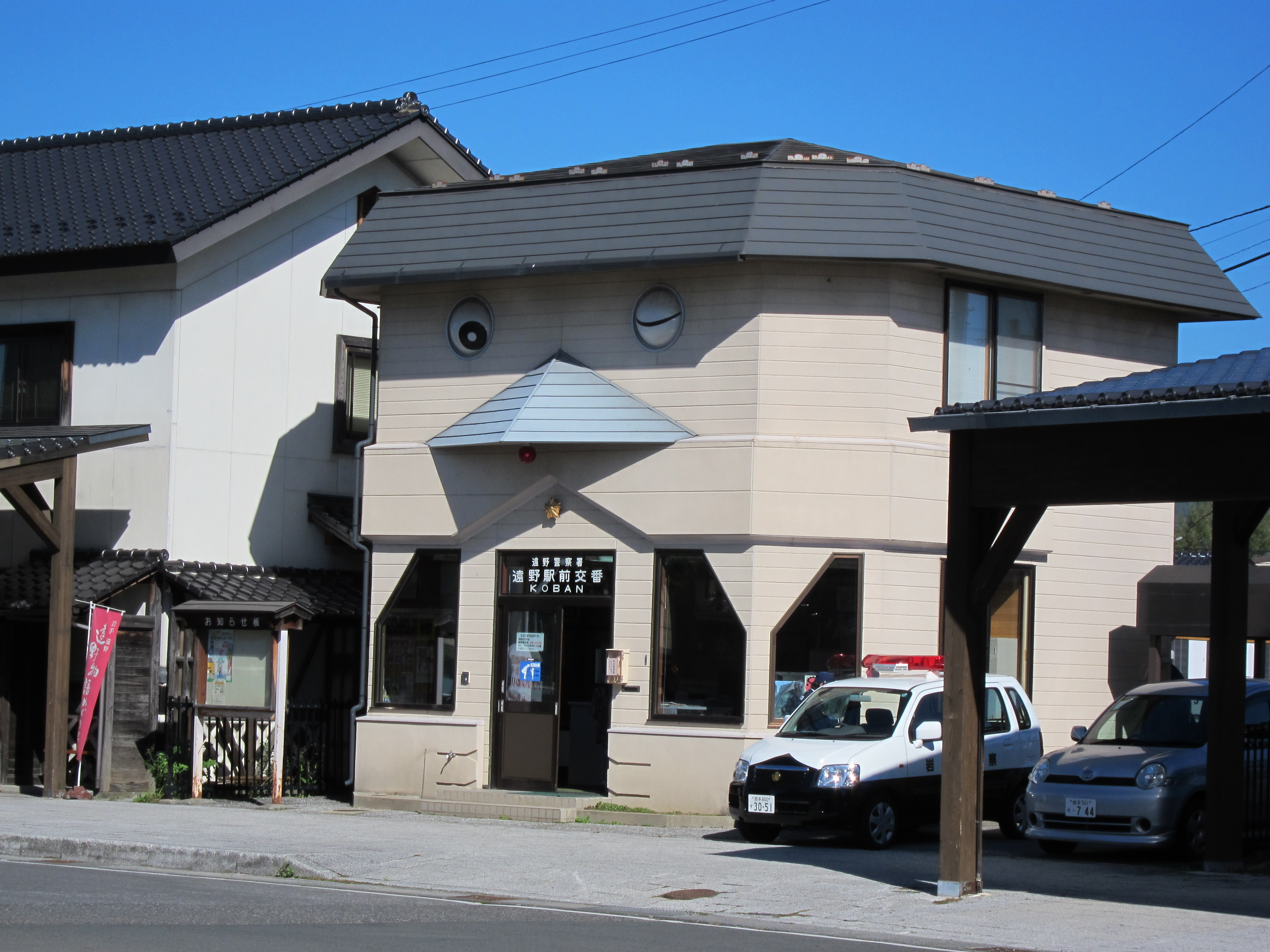
遠野駅前交番
  - 建物がカッパを模している[注 1]。
- 遠野市役所
- 遠野蔵の道ギャラリー
- 遠野城下町資料館
- とおの物語の館
- 遠野市立博物館・図書館
- 南部神社
- 鍋倉公園(鍋倉城跡)
- 遠野とぴあ
- 遠野郵便局
- 岩手県立遠野高等学校
- 岩手県立遠野病院

- 駅前風景
- 遠野駅前交番

## バス路線
- 岩手県交通
  - 急行盛岡大船渡線
  - 荷沢峠・小友線
  - 綾織・達曽部線
  - 附馬牛線
  - 青笹線
  - 足ヶ瀬線
  - 土淵線
- 住田町コミュニティバス
  - 八日町遠野駅線（JRバス東北遠野線→住田交運遠野住田線廃止代替路線）

## その他
- エスペラントによる、「Folkloro（フォルクローロ：民話）」という愛称がついている。
- 2007年（平成19年）に公開されたアニメ映画『河童のクゥと夏休み』にも登場したことがある。

## 隣の駅
東日本旅客鉄道（JR東日本）
■釜石線
□快速「はまゆり」
宮守駅 - （5・6号は鱒沢駅） - 遠野駅 - （53・6号は岩手上郷駅） - 松倉駅
■普通
綾織駅 - 遠野駅 - 青笹駅

### 記事本文